# 朴忠勳
朴忠勳（：／ Park Chung-hoon，1919年1月19日—2001年3月16日）韩国的空軍將領、经济家、行政官员、政治家。雅号貳堂（이당），本贯密陽。1961年以韩国空军少将階級退役。1980年5月和8月分别代理国务总理和总统，这开了韓國由代理国务总理担任代理总统的先例。代理总统期间，全斗焕将军掌握实权。

## 生平履历
- 京城第一高等普通学校毕业，
- 1939年日本京都同志社中等商业学校毕业。
- 韩国国防大学毕业后，在空军服役。
- 1948年任商工部贸易局局长，
- 1951年晋升空军少校，
- 1953年任空军本部秘书室长，
- 1955年任空军本部经理局上校局长，
- 1956年国防研究生院毕业，
- 1958年任国防部经理局局长，同年晋升空军准将。
- 1961年5月升少将，同时转入预备役，任商工部事务次長、商工部次長，
- 1963年2月至同年8月任商工部部长，同年9月任韩国生产性本部顾问，同年12月任亚洲生产性机构副会长，
- 1964年3月任韩国出口产业公团理事长，同年5月任商工部部长，
- 1967年10月至1969年6月任经济副总理兼经济企划院长。
- 1969年6月任产业开发研究会会长，
- 1970年任经济科学审议会常务委员，
- 1971年任民主共和党永登浦丁地区委员长，同年7月任行政改革调查委员会委员长、商事仲裁委员会委员。
- 1973年任韩国贸易协会会长兼贸易通讯社社长，同年任日刊内外经济社会长、弘报协会副会长、通讯协会理事，同年任韩美经济协议会会长，
- 1974年任国民投资基金审议会委员兼国土建设综合计划审议会委员，同年任韩国、沙特阿拉伯经济合作委员会委员长，同年任世界贸易协会理事。
- 1977年任大宇学园理事长，
- 1978年任韩国科学院理事长，同年任日刊内外经济社会长，高丽先驱者报会长，
- 1979年任科技研究所理事长。
- 1980年5月光州民主化运动爆发，申鉉碻国务总理辞职后任代总理，同年5月任国家保卫非常对策委员会委员，同年8月崔圭夏总统辞职后暂时代理总统权限。
- 1981年4月23日任国政谘询委员会委员。